# サウジアラビアの歴史

サウジアラビア王国の国旗

本項ではサウジアラビアの歴史（サウジアラビアのれきし）を一国史観に基づいて叙述する。
620年台にイスラーム教の信仰が始まり、アラビアは信仰や政治の中心としての重要度が増した。メッカとメディーナはイスラームにおける二聖都（ハラマイン）と呼ばれ、これらを保護する世俗権力の権威は高い。サウジアラビア王国もまた、そのため、イスラーム諸国に対して高い権威と権力を有している。

## 歴史

### 成立期

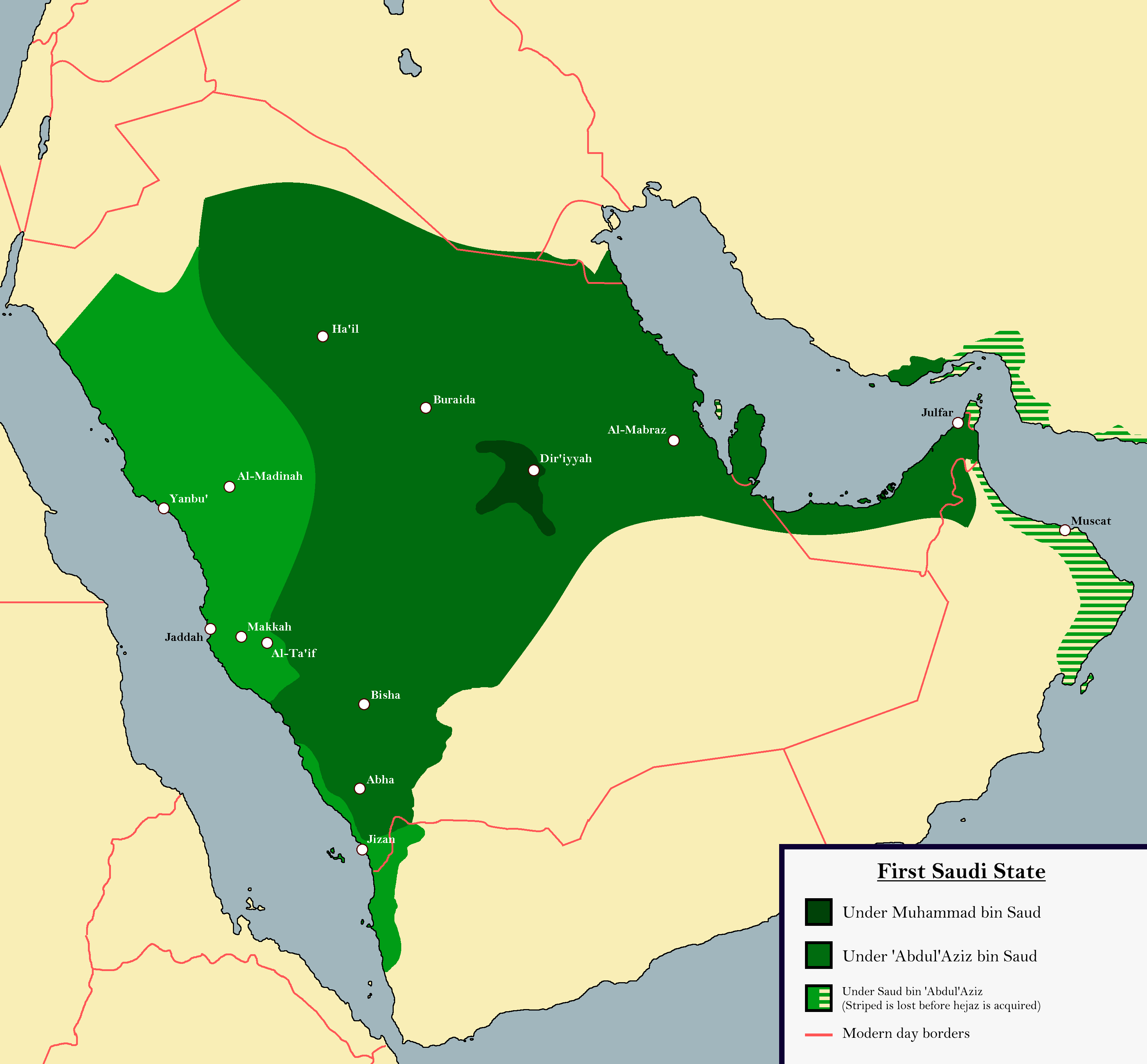
第一次サウード王国の拡大（1744年-1816年）

第二次サウード王国の版図（1850年）

第三次サウード王国の拡大（1902年-1932年）

サウジアラビアの歴史は、1744年に宗教改革者のムハンマド・ブン・アブドゥルワッハーブと、アラビア半島中央部の地方支配者のムハンマド・ブン・サウードが協力して独立国を建てたときに始まる:83-102。以来、サウード家は150年間、オスマン帝国やエジプトあるいはアラビア半島内の他の有力者たちとの対立に直面することとなる。サウード家が有利になったり不利になったりと情勢は一進一退であった:83-102。
19世紀中頃にサウード家はアラビアの支配権を失ったが、その数十年後にイブン・サウードのナサブで知られるアブドゥルアズィーズ（2世）・ブン・アブドゥッラフマーンが取り戻した。イブン・サウードはリヤドの町の支配権を1902年にラシード家から取り返し（リヤドの戦い）、その後も各地での戦闘に勝利した:103-122。1926年1月8日にはヒジャーズ地方を手に入れ、1927年1月29日にはナジュド地方を手に入れた:103-122。イギリスは1927年5月20日にイブン・サウードをこれらの地方を統べる王としての主権を承認した。2018年現在のサウジアラビア王国を構成する各地域がアブドゥルアズィーズの下に統合されるのは1932年のことである。

### 確立期
サウジアラビア王国の建国まもなくの1938年3月3日に、王国領内に油田が発見され、産出される石油を輸出し外貨を得ることでサウジアラビアは富裕な国になった:513-519。
アブドゥルアズィーズ・アール・サウード国王は1953年に死去し、サウードという名前の前国王が新国王になった。サウード・ビン・アブドゥルアズィーズは11年間、王位に就いていたが1964年に退位し、王族の長老たちや宗教指導者たちの支持が大きかった異母弟のファイサルが新国王になった。ファイサル国王は首相も兼任し、以後、サウジアラビアにおいては国王が首相も兼務する伝統が生まれた。
ファイサルはサウジアラビアの経済発展に向けた数々の政策を行った。ファイサル時代には政治的に重要な事件が、以下に示すように、数多く発生した。
- イエメン問題：イエメンに成立した新政府への対応でサウジアラビアとエジプトが対立した。サウジアラビアはイエメンの王家を承認し、統治を正当（正統）なものとした。
- 1967年6月の六日間戦争（第三次中東戦争）：サウジアラビアは直接戦争に関与しなかったが、戦後にエジプト、シリア、ヨルダンに経済援助を行った。
- アメリカとオランダへの石油供給の一時停止：1973年にサウジアラビアを含む多くの産油国が石油輸出を一時的に停止した。

### 近代的国家期
1975年にファイサル国王は甥の一人に暗殺される。ファイサルの異母弟の一人、ハーリドが国王兼首相に就いた。ハーリド時代には中央におけるサウジアラビアの政治的な重要性は増し、好調な経済も持続した。
ハーリド国王は1982年に死去し、異母弟のファハドが跡を継いだ。
ファハド国王時代には、石油価格が下落し、その結果、サウジアラビアの歳入は低下した。ファハド政権は悪化した収支の中で国を存続させる経済政策を採用した。
イラン・イラク戦争において、ファハド政権はイラクを支持した。ファハドは両国に停戦を呼びかけ、両国は1988年8月に停戦状態になった。ファハド国王はペルシア湾岸6か国に、相互協力を目的とした湾岸協力会議（GCC）の設立を呼びかけた。
1991年にイラクのサッダーム・フセイン・ティクリーティーがクウェートに侵攻した際（湾岸戦争の開始）、多くの人々がフセインがサウジアラビアへも攻め入るものと考えた。ファハド国王はアメリカや西洋諸国がサウジアラビアに軍隊を送ることを認めた。ムスリムの中には、異教徒が聖地に立ち入ることへの反発を示す者もいた。
ファハドは湾岸戦争中、クウェートの王族を始めとした40万人のクウェート人のサウジアラビアへの避難を認め、アメリカなど西洋諸国の軍の駐留も認めた。
ムスリムの中には、西洋諸国の軍隊がサウジアラビアに駐留することに反発する者もいた。ウサーマ・ビン・ラーディン（オサマ・ビン・ラディン）もその一人である。ウサーマは国王の政策に反対して国を追われた。
2001年9月11日にニューヨークで発生した同時多発テロ事件においては、テロ攻撃を実行した容疑をかけられた人物19人のうち、15人がサウジアラビア出身者であった。
2005年にファハドが死去、異母弟のアブドゥッラーが跡を継いだ。
アブドゥッラーも2015年に亡くなり、異母弟のサルマーンが跡を継いだ。

## 国境
サウジアラビアは、1920年代の始め頃から周辺諸国と国境を画定させる話し合いを進めている。イラク、ヨルダン、クウェートとの間の国境については確定させた。イラクとクウェートとの間についてはそれぞれと中立地帯を設ける形で決着済みである。イエメンとの間についても1934年におおむね最終決着を見た。
サウジアラビアとヨルダンは、1965年にお互いの支配地域の一部を交換し合うことで合意に達し、国境線が画定した。サウジアラビアとクウェートは、1971年に両国の支配地域の間に（明確な国境を引かず）中立地帯を設けることで合意に達し、領土問題を解決させた。サウジアラビアとイラクは、1981年から1984年の間にクウェートのケースと同様の方式で領土問題を解決させた。
サウジアラビアとカタールとの間の国境については2001年に解決した。2018年現在、サウジアラビアとアラブ首長国連邦、サウジアラビアとオマーンの間の国境については確定していない。